# 趙樹海
趙樹海（1951年11月16日—），台灣歌手、演員、詞曲作者、電視主持人。

## 生平
趙樹海出生於臺南市，父親來自河北省行唐縣。
趙樹海就讀初中三年級時，被臺灣鐵路管理局客運列車撞過，導致腦震盪，請病假兩個多月。儘管學校勸他休學，他依然報考台南公私立學校聯合招生考試，考上崑山工業專科學校（今崑山科技大學）。入學後，他越來越沒興趣繼續讀下去，遂與父親商量，帶者轉學證明到台北市報考插班考；但是他喜歡的科系學校在該年都沒招收插班生，他只好繼續唸機械科，轉學到華夏工業專科學校。專科二年級時，他開始自己摸索彈吉他，這是他唯一會的樂器。他退伍後，曾經作過事務員、業務員、合資出版社、產品外銷、節目製作等工作。
1970年代校園民歌全盛時期，趙樹海在麗歌唱片發表個人專輯成為唱片歌手，也會作詞、作曲。1977年至1979年，他的民歌創作有60餘首。1979年10月，他參演台北市戲劇季舞台劇《楚漢風雲》，飾演劉邦；這是他第一次演戲，也使他認識當時服務於一家律師事務所的女友戴一瑜。1979年11月，麗歌唱片推出他自製詞曲的唱片《民歌專集》。
1980年2月2日，趙樹海策劃、洪建全教育文化基金會主辦第一屆「快樂兒童童歌演唱會」，地點為國父紀念館，台灣電視公司兒童節目《123到台視》主持人李烈、乾德門主持，趙樹海等校園歌手與松江兒童合唱團共同演出。1982年5月15日，周遊製作的中國電視公司單元劇時段《金獎劇場》播出他應龍君兒推薦參演的《白衣女郎》，本劇改編自英國名作家偉基·柯林斯原著《白衣女郎》（The Woman in White）；同年7月，他與中視簽約。1983年，他因主持中視益智節目《大家一起來》而成名，轉型為電視節目主持人，很少人知道他以歌手身分出道。1984年，他在鳳飛飛主持的中視綜藝節目《飛上彩虹》中擔任脫口秀單元〈趙先生與趙太太〉的固定班底，在該單元中與鳳飛飛說說唱唱；每集除了精彩逗趣的話題之外，還固定由兩人合唱一首歌作為結束。1980年代，中視綜藝節目《黃金拍檔》的主題曲〈黃金拍檔〉，中華電視台綜藝節目《雙星報喜》的主題曲〈胖胖與扁豆〉與收播曲〈話別〉，都是他作詞作曲的歌曲。1988年，他以《大家一起來》獲得第23屆金鐘獎電視金鐘獎綜藝節目主持人獎；1988年10月，他以《大家一起來》獲得台北市演員工會頒發表演藝術金龍獎最佳主持人獎。1989年，他跳槽華視，直到「三台默契」瓦解。1996年，他移民加拿大。1997年，他與王夢麟及黃大城合組MIB三重唱，發行兩張唱片專輯《Music Is Back》（上越百靈製作，環球國際音樂1997年10月發行）、《母親我愛您》（1998年5月發行）。
2011年1月28日，趙樹海無意中從當天的新聞得知，高雄市一位低收入戶15歲洪姓孤女因父親早逝，從小與弟弟及罹患精神分裂症的母親相依為命；前年洪母過世，洪女申請母親的新台幣200萬元中華郵政簡易壽險理賠遭拒，原因是洪母兩年多前將保險受益人改成趙樹海。此案二審認定洪母將保險受益人更改時已精神錯亂，更改無效，判決洪女為受益人；但於壽險與意外險理賠項目，只對壽險理賠確認，而判理賠金新台幣100萬元定讞。
2014年，趙樹海成为高圓圓之公公。

## 家庭
- 妻子戴一瑜。
- 長子趙中廷。
- 次子趙又廷。

## 音樂作品
| 出版日期      | 專輯名稱          | 發行公司     | 曲目 |
| ------------- | ----------------- | ------------ | --- |
| 1979年11月    | 《惜時》          | 丽歌唱片     | 曲目 1. 惜时（赵树海） 2. 想你（赵学萱） 3. 打渔的儿郎（赵树海） 4. 吹短笛的时候（赵小雯） 5. 欢乐在阳光下（赵树海） 6. 觅（赵树海） 7. 拜大年（赵树海） 8. 那份偶然（赵小雯、叶伊、许少芬三重唱） 9. 小渔儿（赵树海） 10. 海棠（靳铁章） 11. 垂柳湖边（赵学萱） 12. 梦里白纱（赵树海） |
| 1996年12月1日 | 《Music Is Back》 | 環球國際音樂 | 曲目 1. 让我们看云去 2. 想你 3. 牵挂 4. 离开你走近你 5. 木棉道 6. 春风 7. 庙会 8. 小草 9. 烈日下的男儿 10. 海棠 |
| 1999年1月1日  | 《母親我愛您》    | 環球國際音樂 | 曲目 1. 母亲我爱你 2. 雨中的故事 3. 渔唱 4. 乡间小路 5. 阳光和小雨 6. 奔放,奔放 7. 盼 8. 散场电影 9. 惜时 10. 子夜徘徊 |

## 主持作品

### 電視節目
| 播出日期                       | 頻道                | 節目                                                    | 備註                                                                                 |
| ------------------------------ | ------------------- | ------------------------------------------------------- | ------------------------------------------------------------------------------------ |
| 2000年8月2日至2000年10月25日   | 台視                | 《無敵超級二十一》                                      | 共13集                                                                               |
| 1983年9月19日至1988年7月4日    | 中視                | 《大家一起來》                                          | 共1600集                                                                             |
| 1984年3月4日至1985年5月26日    | 中視                | 《大家一條心》                                          | 共59集                                                                               |
| 1985年9月21日至1985年11月16日  | 中視                | 《大家一條心 全民趣味運動大競賽》                       | 共9集                                                                                |
| 1983年12月10日至1984年3月17日  | 中視                | 《我愛星期六 冰上璇宮》                                 | 與羅璧玲主持，共13集                                                                 |
| 1984年5月20日19:00～20:30      | 中視                | 《四海同心聯歡晚會》                                    | 中華民國第七任總統、副總統就職慶祝大會，與鳳飛飛主持，三台聯播、中視主播             |
| 1984年8月11日至？              | 中視                | 《龍鳳爭輝》                                            |                                                                                      |
| 1984年12月22日至1985年2月2日   | 中視                | 《歡樂週末 開心廣場》                                   |                                                                                      |
| 1988年1月至1989年3月5日        | 中視                | 《歡樂假期》                                            |                                                                                      |
| 1989年8月12日至1989年11月25日  | 中視                | 《發燒幸運星》                                          | 共10集                                                                               |
| 1988年10月9日21:30～23:00      | 中視                | 《慶祝中華民國七十七年國慶 海內外同胞萬眾一心聯歡大會》 | 中華民國國慶晚會，與崔麗心主持，僑務委員會製作，三台聯播、中視主播                   |
| 1992年12月26日至2001年4月8日   | 中視                | 《歡樂方程式》                                          | 共397集                                                                              |
| 1995年4月10日至1996年4月16日   | 中視                | 《飛越姍海關》                                          | 廣電基金節目，與葉樹姍主持，共150集                                                  |
|                                | 華視                | 《金色年代》                                            | 第一代（東星傳播製作）主持人；第二代（第11集起，太乙電視電影公司製作）主持人為熊海靈 |
| 1990年11月12日至1991年7月15日  | 華視                | 《歡唱總動員》                                          | 共34集                                                                               |
| 1994年2月20日至1995年12月3日   | 華視                | 《滾球大戰》                                            | 與陶晶瑩主持，共93集                                                                 |
| 1998年7月28日至1998年11月26日  | 華視                | 《真愛與真情》                                          | 與趙英華主持，共18集                                                                 |
| 1998年3月19日至1999年10月7日   | 華視                | 《非常世界》                                            | 與陳美鳳主持，共29集                                                                 |
| 1997年10月25日至1998年11月28日 | 華視                | 《台灣啟示錄》                                          | 類戲劇 ，共54集                                                                      |
| 1995年1月至1998年9月           | 衛視中文台          | 《C-club名人三溫暖》                                    | 與美人主持                                                                           |
| 1998年7月6日至1998年10月2日    | 傳訊電視大地頻道    | 《大家一起來猜猜》                                      | 共69集                                                                               |
| 1997年10月至1998年1月          | 超級太陽台→太陽衛視 | 《吃在台灣》                                            |                                                                                      |
| 1996年5月1日至1997年2月28日    | GTV27               | 《益智遊戲》（Quiz Show）                               | 共117集                                                                              |
| 1996年12月29日至1998年2月27日  | GTV28→GTV綜合台     | 《你的選擇》                                            | 共108集                                                                              |
| 2010年1月11日至2010年2月26日   | 高點電視台          | 《爸爸有問題》                                          |                                                                                      |
|                                | TVBS歡樂台          | 《海爸王見王》                                          |                                                                                      |

### 頒獎典禮

#### 金曲獎
| 年份   | 節目                | 頻道 |
| ------ | ------------------- | ---- |
| 1990年 | 第2屆金曲獎頒獎典禮 | 台視 |

#### 金鐘獎
| 年份   | 節目                 | 頻道 |
| ------ | -------------------- | ---- |
| 1985年 | 第20屆金鐘獎頒獎典禮 | 中視 |
| 1988年 | 第23屆金鐘獎頒獎典禮 | 中視 |

## 出版作品

### 書籍
- 《童謠創作集》，時報文化出版
- 《趙樹海的歌謠世界》，時報文化出版
- 《聽趙樹海說的書：男女戰爭篇》，希代書版出版
- 《聽趙樹海說的書：父子篇》，希代書版出版
- 2020.8.15 出版 #趙樹海童謠集#。
- 2020.11.01 出版 #Pink Sir#貼圖畫冊、#趙樹海「沙上的旅途」#CD 專輯。

## 演出作品

### 配音
| 年份   | 片名                      | 角色 |
| 2002年 | 《冰原歷險記》            | 蠻尼 |
| 2006年 | 《冰原歷險記2》           | 蠻尼 |
| 2009年 | 《冰原歷險記3：恐龍現身》 | 蠻尼 |
| 2012年 | 《冰原歷險記4：板塊漂移》 | 蠻尼 |

### 電視劇
| 年份                | 頻道             | 劇名                               | 角色           |
|                     | 台視             | 單元劇《十一個女人~釋情》          |                |
| 1982年5月15日       | 中視             | 《金獎劇場》單元劇《白衣女郎》     |                |
| 1982年8月9日        | 中視             | 《疑雲滿樓》                       |                |
| 1982年11月1日       | 中視             | 《翡翠谷》                         |                |
| 1982年12月          | 中視             | 《對對佳偶》                       |                |
| 1983年8月           | 中視             | 《鐵漢嬌娃》                       |                |
| 1983年8月           | 中視             | 《風雨夜歸人》                     | 刑警           |
| 1984年4月           | 中視             | 《愛何必說再見》                   | 宋聆文         |
| 1984年8月           | 中視             | 《書劍千秋》                       | 王守仁         |
| 1985年8月           | 中視             | 《留住一片情》                     |                |
| 1986年12月          | 中視             | 《彩霞滿天》                       |                |
| 1989年5月           | 中視             | 《錦繡劇坊》單元劇《我不是不愛你》 | 關振輝         |
| 1990年9月~1991年8月 | 華視             | 單元劇《佳家福》                   | 區大德         |
| 1990年6月           | 中視             | 《太陽雨》                         | 宋保山         |
| 1991~1992年         | 華視             | 單元劇《我們這一家》               |                |
| 1993~1994年         | 華視             | 《包青天》〈真假狀元〉             | 周勤           |
| 1993~1994年         | 華視             | 《包青天》〈烏盆記〉               | 李浩           |
| 1993~1994年         | 華視             | 《包青天》〈三擊鼓〉               | 耶律梦龙       |
| 1993~1994年         | 華視             | 《包青天》〈天下第一莊〉           |                |
| 1993~1994年         | 華視             | 《包青天》〈真假包公〉             | 舒德富         |
| 1993~1994年         | 華視             | 《包青天》〈生死戀〉               | 何文秀         |
| 1993~1994年         | 華視             | 《包青天》〈青龍珠〉               | 岳天仇         |
| 1993~1994年         | 華視             | 《包青天》〈狄青〉                 |                |
| 1993~1994年         | 華視             | 《包青天》〈陰陽判〉               | 文耀庭         |
| 1993年12月          | 華視             | 《國姓爺傳奇》                     |                |
| 1994年              | 華視             | 《兄弟有緣》                       | 情商演出，童烈 |
| 1995年              | 華視             | 《兄弟有緣2》                      | 情商演出，童烈 |
| 1996年              | 華視             | 《三國英雄傳之關公》               | 諸葛亮         |
| 1996年              | 台視             | 《大家有緣》                       | 清風           |
| 1998年11月          | 中視             | 金鐘劇《擁抱》                     |                |
| 2000年              | 中視             | 《仙鯉奇緣》                       | 金寵           |
| 2000年              | 公視             | 《大醫院小醫師》                   | 陳主任         |
| 2001年              | 華視             | 《煙雨江南》                       | 杜公甫         |
| 2008年              | 中視、八大綜合台 | 《籃球火》                         | 東方父         |
| 2009年              | 公視、TVBS歡樂台 | 《痞子英雄》                       | 南區分局局長   |
| 2009年              | 華視、TVBS歡樂台 | 《星光下的童話》                   | 吳國良         |
| 2010年              | 台視             | 《飯糰之家》                       | 謝仲達         |
| 2010年              | 華視             | 《愛∞無限》                        | 宋萬紀         |
| 2011年              | 民視             | 《廉政英雄》                       | 何嘉聰         |
| 2011年              | 民視、八大綜合台 | 《華麗的挑戰》                     | 羅利           |
| 2012年              | 民視             | 《風水世家》                       | 黃啟東         |
| 2013年              | 中視             | 《借用一下你的愛》                 | 季世城         |
| 2014年              | 台視、壹電視     | 《神仙·老師·狗》                   | 任我行         |
| 2014年              | 華視、TVBS歡樂台 | 《巷弄裡的那家書店》               | 向天華         |
| 2014年              | 八大綜合台       | 《麻辣教師GTO 台灣篇》             | 李柏           |
| 2016年              | 公視             | 《滾石愛情故事－寫一首歌》         | 劉毅           |

### 電影
| 年份               | 片名                             | 角色         |
| 1980年7月至同年9月 | 《聚散兩依依》                   |              |
| 1980年11月         | 《歡樂群英》（又名《阿美阿美》） |              |
| 1982年3月          | 《癡情奇女子》                   |              |
| 2012年6月          | 《第一次》                       |              |
| 2015年12月         | 《我們全家不太熟》               | 教授         |
| 2017年9月          | 《老師，你會不會回來？》         | 爽文國中校長 |

### 舞台劇
| 年份       | 劇名                               | 角色 |
| 1979年10月 | 台北市戲劇季舞台劇《楚漢風雲》     |      |
| 2013年4月  | 果陀劇場25週年舞台劇《搶錢的世界》 |      |

## 綜藝實境節目
- 《花甲少年趣旅行》趙樹海與田麗、張景嵐、羅宏正 主持「第四次旅行」。  ( 製作人：映畫傳播、邱玉婷、陳三福、吳楠軒 ）（2022年4月）[23][24]

## 廣告
- 台灣三洋「三洋可舒目（COSMO）彩色電視機」（1984年）[25]
- 台灣三洋「三洋除濕型乾衣機」（1985年，與戴一瑜合作拍攝）
- 維力食品「維力清香油」（1986年至1987年）
- 愛之味形象廣告「重視健康的家庭都有：愛之味」（1990年）
- 寶島眼鏡「國民寬頻眼鏡」（2009年）
- 全家便利商店「全家伯朗咖啡館Let's Cafe」（2009年，與趙又廷合作拍攝）
- 亞培「安素優能基」（2009年）
- La New皮鞋「La New大彈力牛仔褲」（2010年，與王夢麟合作拍攝）
- 中化健康生技「固立穩定」（2019年）

## 公益代言
- 董氏基金會「接納，心不受限」（2023年）

## 外部連結
- 趙樹海的新浪博客
- 趙樹海的新浪微博
- 趙樹海在互联网电影资料库（IMDb）上的資料（英文）
- 趙樹海在香港影庫上的簡介